# Кончалі
Кончалі́ (ісп. Conchalí) — комуна в Чилі. Одна з міських комун міста Сантьяго. Входить до складу провінції Сантьяго і Столичного регіону.
Територія — 10,7 км². Чисельність населення — 126 955 мешканців (2017). Щільність населення — 11 865 чол./км².

## Розташування
Комуна розташована на півночі міста Сантьяго.
Комуна межує:
- на півночі — з комуною Уечураба
- на сході — з комуною Реколета
- на півдні — з комуною Індепенденсія
- на заході — з комунами Кілікура, Ренка